# دينا ماير
دينا ماير (بالإنجليزية: Dina Meyer)‏ (من مواليد 22 ديسمبر 1968) هي ممثلة أمريكية.

## وصلات خارجية
- دينا ماير على موقع IMDb (الإنجليزية)
- دينا ماير على موقع روتن توميتوز (الإنجليزية)
- دينا ماير على موقع ألو سيني (الفرنسية)
- دينا ماير على موقع ميوزك برينز (الإنجليزية)
- دينا ماير على موقع تيرنر كلاسيك موفيز (الإنجليزية)
- دينا ماير على موقع أول موفي (الإنجليزية)
- دينا ماير على موقع قاعدة بيانات الأفلام السويدية (السويدية)
- دينا ماير على موقع إن إن دي بي (الإنجليزية)
- دينا ماير على موقع قاعدة بيانات الفيلم (الإنجليزية)
- دينا ماير على موقع كينوبويسك (الروسية)
- دينا ماير في قاعدة بيانات الأفلام على الإنترنت
- دينا ماير في تيرنر كلاسيك موفيز
- دينا ماير في أول موفي